# Variationen und Fuge über ein Thema von Mozart
Die Variationen und Fuge über ein Thema von Mozart Op. 132, häufig kurz als Mozart-Variationen bezeichnet, sind ein Variationswerk für Orchester von Max Reger. Es verwendet das Thema aus dem 1. Satz von Mozarts Sonate Nr. 11 A-Dur KV 331 (300i) und gehört zu den bekanntesten und beliebtesten, aber auch letzten Werken Regers. Das Thema durchläuft insgesamt 8 Variationen und bildet schließlich die Grundlage zur abschließenden Fuge.

## Allgemeines

Beginn des Themas aus der Vorlage, Mozarts Klaviersonate KV 331

Zwischen Mai und Juli 1914 in Berchtesgaden und Meiningen komponiert, wurde es am 8. Januar 1915 in Wiesbaden vom Städtischen Kurorchester unter der Leitung des Komponisten uraufgeführt. Vorgeschriebene Instrumente sind 3 Flöten, 2 Oboen, 2 Klarinetten, 2 Fagotte, 4 Hörner, 2 Trompeten, 3 Pauken, eine Harfe sowie ein Streicherapparat. Das Werk ist der Meininger Hofkapelle gewidmet, deren Musikdirektor und Dirigent Reger zwischen 1911 und 1914 war. Die Aufführungsdauer beträgt je nach Einspielung etwa 25–30 Minuten. Weiterhin existiert eine Fassung für zwei Klaviere (Op. 132a) aus Regers Hand, die bereits im Herbst 1914 entstand und am 20. September 1915 in Weimar von Hermann Keller und Max Reger uraufgeführt wurde.

## Musik
Das Thema wird zunächst von den Holzbläsern, dann von den Streichern und schließlich gemeinsam präsentiert. In der 1. Variation übernehmen Klarinette und Oboe das Thema in Taktart und Tempo unverändert, während Streicher, Fagotte und Flöten das Motiv kapriziös ausschmücken. Anschließend trägt der Streicherapparat das Thema vor, wobei nun das übrige Orchester die Umschweifungen übernimmt. Noch immer im 6/8-Takt, ist in der 2. Variation ein leicht beschleunigtes Tempo vorgegeben. Violinen, Hörner und Holzbläser tragen das Thema in seiner Umkehrung vor, nun allerdings in der Tonart F-Dur. Zum ersten Mal verdichtet sich auch der Satz durch Kontrapunktik nennenswert. Die 3. Variation beginnt, wiederum beschleunigt, in a-Moll und im 2/4-Takt. Das Thema wird rhythmisch vereinfacht und insgesamt gekürzt. Als Scherzo in G-Dur präsentiert sich die 4. Variation, die durch das Vivace-Tempo und eine rhythmisch lebhafte Hörnerfigur vorangetrieben wird. Die Beschleunigung erreicht ihren Höhepunkt mit einem Quasi Presto in der 5. Variation, die wiederum in a-Moll auftritt. Durch den Einsatz von chromatischen Terzläufen und eine Rückbesinnung auf den originalen  6/8-Takt entsteht ein dramatischer Charakter, während das Thema bereits kaum mehr auszumachen ist.
Die 6. Variation bildet ein D-Dur-Adagietto im 4/8-Takt und lässt das Thema wieder klarer, aber vereinfacht, hervortreten, das in einem ruhig fließenden Satz von Holzbläsern umspielt wird. Beinahe originalgetreu eröffnet das Thema die 7. Variation, das nun in F-Dur und wieder im 6/8-Takt in eine anmutig und zart klingende Kulisse versetzt wird. Die 8. Variation bildet eine dreigliedrige Fantasie in E-Dur, die eine klanglich breite, schwelgende, harmonisch farbvolle Meditation über die kaum noch hindurchschimmernde Melodie des Themas darstellt.
Die Fuge übernimmt wieder die Originaltonart A-Dur und den ursprünglichen 6/8-Takt, beginnend in den Streichern. Im Dux werden die letzten vier Töne des Mozart-Themas mit dessen ersten vier Tönen in der Umkehrung kombiniert. Im Weiteren entwickelt sich die Fuge in einer sich steigernden, aber transparenten Art und Weise. Flöte und Oboe präsentieren ein zweites Fugenthema, so dass sich der Satz, nach Erklingen der zweiten Fuge, im weiteren Verlauf zu einer immer intensiver werdenden Doppelfuge entfaltet. Als Klimax steht die Kombination beider Fugenthemen mit der Wiederaufnahme des Mozart-Themas in den Trompeten, die das Werk bei vollem Orchester zu einem majestätischen Ende führt.